# Centropus rectunguis
Il cucal ditacorte o cuculo fagiano ditacorte (Centropus rectunguis Strickland, 1847) è un uccello della famiglia Cuculidae.

## Distribuzione e habitat
Questo uccello vive nell'estremo sud della Thailandia, nella Malaysia peninsulare e negli stati di Sabah e Sarawak, nel resto del Borneo (compreso il Brunei) e su Sumatra.

## Tassonomia
Centropus rectunguis non ha sottospecie, è monotipico.